# Coleophora salmani
Coleophora salmani é uma espécie de mariposa do gênero Coleophora pertencente à família Coleophoridae.